# ロシア海軍歩兵
ロシア海軍歩兵（ロシアかいぐんほへい、ロシア語:Морская пехота, Morskaya Pekhota）とは、ロシア海軍の水陸両用作戦部隊である。他国の海兵隊・海軍陸戦隊に相当する。
ロシアにおける海軍歩兵部隊は帝政時代の1705年に初めて編成され、ナポレオン戦争やクリミア戦争、日露戦争、第一次世界大戦などで戦闘に参加した。さらにソビエト連邦時代にはセルゲイ・ゴルシコフ提督がその規模を拡張し、世界中の戦地に展開した。その後、ロシア連邦初期には大幅に規模縮小されたが近年では必要に応じて部隊改編がなされている。

## 歴史

### 18世紀から19世紀
1705年11月、ピョートル1世はバルチック艦隊に対して、移乗攻撃及び水陸両用作戦を担う連隊規模の陸戦部隊編成を命じた。これがロシアにおける最初の海軍歩兵部隊であった。
18世紀の間、ロシア海軍歩兵はハンゲの海戦やチェシュメの戦いにおけるトルコ海軍撃滅、ドナウ川におけるイズマイール要塞攻撃などの戦いで重要な役割を演じた。
ナポレオン戦争中の1799年、ロシア海軍歩兵はコルフ島のフランス軍要塞を占領した。また同年、ロシア海軍歩兵はナポリを占領し、教皇領に侵入している。第六次対仏大同盟による戦争の最中には、ボロジノの戦いやクルムの戦い、ダンツィヒ攻囲戦などでフランスの大陸軍と対峙した。
1854年から1855年にかけてのセヴァストポリの戦いでは、黒海艦隊の艦船乗組員により陸戦隊が編成されて防衛戦に参加し、約1年間にわたってセヴァストポリ要塞をイギリス、フランス、トルコの攻勢から守りぬいた。
日露戦争中の1904年にも、旅順の戦いにおいて太平洋艦隊の海軍将兵で編成された陸戦隊が日本軍を相手に戦った。

### ソ連邦時代

#### 第二次世界大戦
第二次世界大戦中、およそ350,000人の赤色海軍水兵が地上戦力として投入された。開戦当初、海軍歩兵戦力はバルチック艦隊指揮下の1個旅団のみだったが、戦争の激化に従って他の艦隊でも大隊編成が行われた。最終的には次のような編成が取られた。
- 6個海軍歩兵連隊 - 2個大隊より構成される。1個大隊の定員は650名。
- 40個海軍歩兵旅団 - 5個～10個大隊より構成される。艦艇の余剰乗組員らによって編成された。またこの内、5個旅団は後に「親衛」(Gvardy)の部隊称号を与えられた。
- その他、雑多な小部隊。

第二次世界大戦の情勢は大量の地上戦力を要求したため、海軍歩兵部隊も各地に展開した。例えばモスクワ、レニングラード、オデッサ、セヴァストポリ、スターリングラード、ノヴォロシースク、ケルチなどの防衛に参加した事で知られている。海軍歩兵は114回に渡る上陸作戦に参加したが、それらの多くは小隊ないし中隊など比較的小規模な作戦だった。多くの海軍歩兵は水陸両用作戦の訓練を受けず、通常の歩兵と同様に運用された。
第二次世界大戦中、海軍歩兵からは5個旅団と2個大隊が「親衛」の部隊称号を獲得した。また9個旅団と6個大隊が各種の勲章・名誉称号を獲得しており、また122名の海軍歩兵隊員がソ連邦英雄の称号を得ている。第二次世界大戦における水陸両用作戦の経験は、ソ連における軍事思想に大きな影響を与えた。海軍歩兵部隊では空挺作戦の訓練も行なっており、後のロシア空挺軍よりも多数の降下実績を持つという。海軍歩兵は1947年に解散し、いくつかの部隊は沿岸防衛軍に残留した。

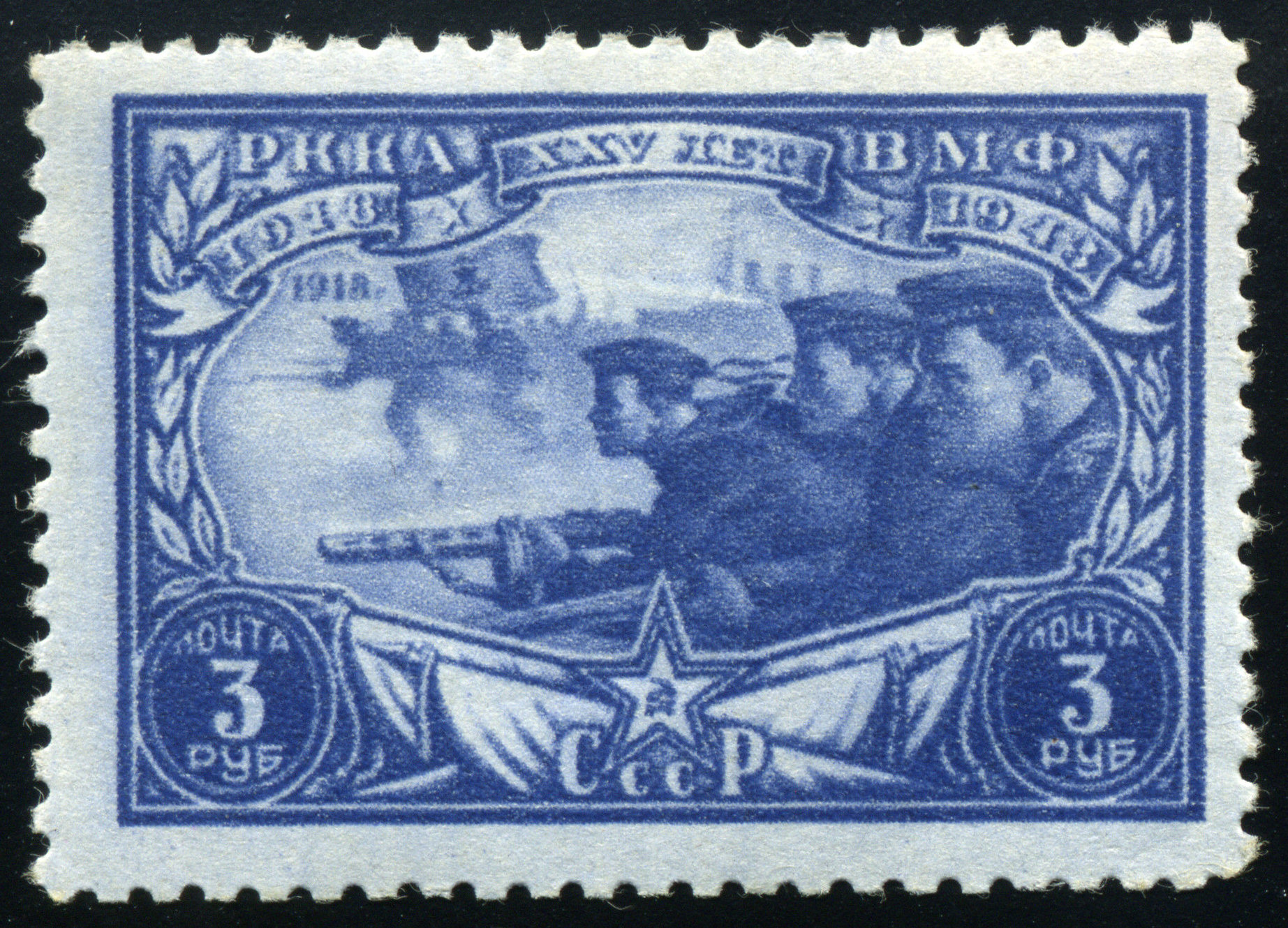
ソ連にて1943年に発行された切手。海軍歩兵が描かれている。
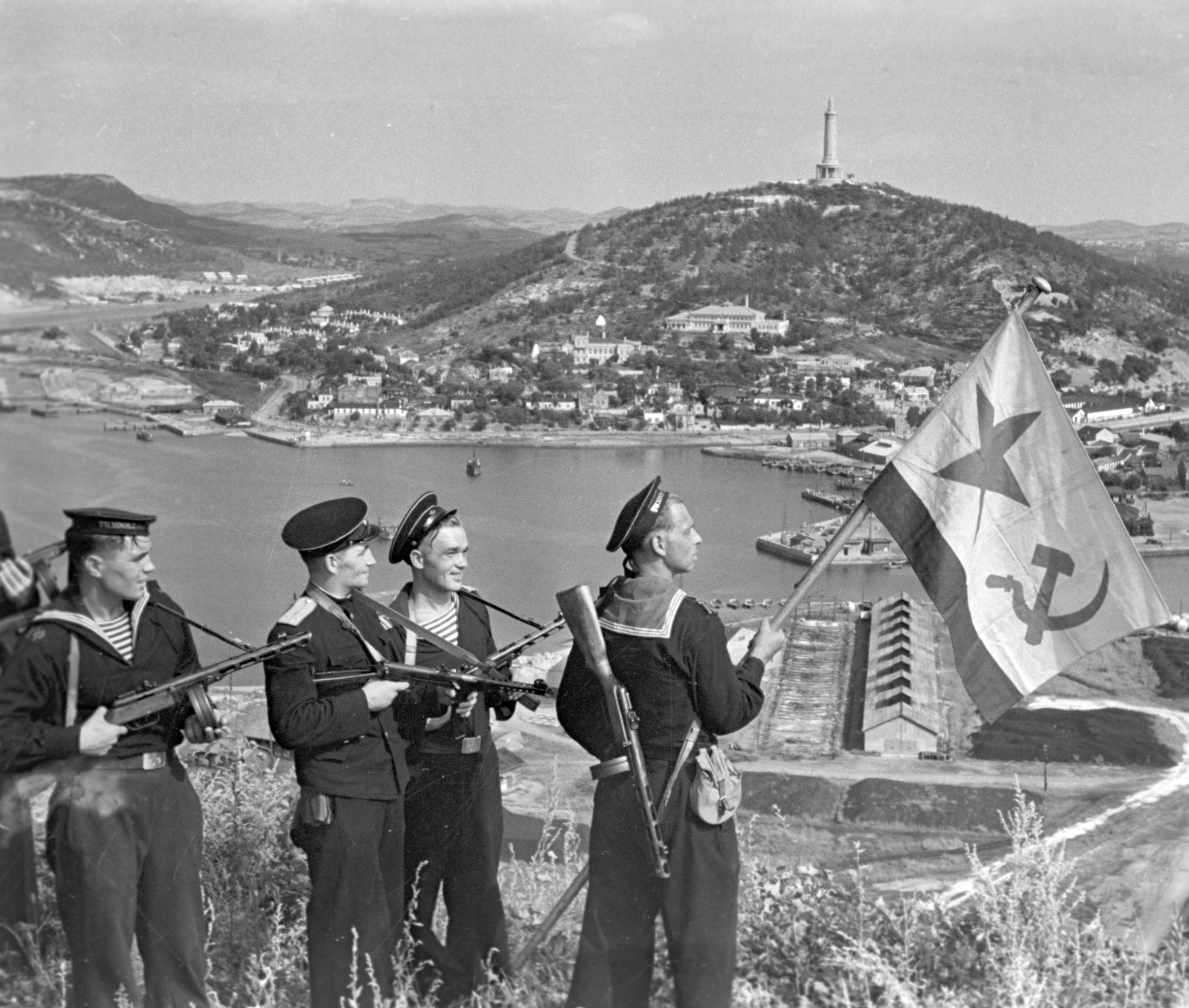
旅順に進駐し、海軍旗を掲げる太平洋艦隊所属の海軍歩兵(1945年)

#### 冷戦期
1961年、ソ連海軍の地上戦力として海軍歩兵が再結成される。各艦隊には連隊規模の海軍歩兵部隊が割り当てられ、またその規模は後に旅団規模に拡大された。海軍歩兵はソ連地上軍で運用されているものを含む、標準的な装甲車両を水陸両用化した車両が配備された。
1989年、海軍歩兵の戦力はおよそ18,000人を数え、ウラジオストクの第55海軍歩兵師団と少なくとも4個独立旅団が含まれていた。
冷戦終結時、ソ連海軍は80隻あまりの揚陸艦を保有しており、その中には2隻のイワン・ロゴフ級揚陸艦が含まれる。イワン・ロゴフ級は1隻で1個歩兵大隊と40輌の装甲戦闘車両を輸送する事が可能であった。また1隻のイワン・ロゴフ級はまもなく退役している。さらに75台のエアクッション艇、上陸時に装備及び物資を輸送する為に商船船団(Morflot)所属の小型舟艇2,500隻を保有していた。
1990年11月18日、ヨーロッパ通常戦力条約（CFE条約）や信頼・安全醸成措置(CSBM)に関するウィーン文書が採択されるパリ会談の前夜、ソ連に関する最新の情報が報告された。この中で、これまでNATOが察知していなかったソ連海軍所属戦力として、3個沿岸防衛師団（沿バルト軍管区・クライペダ第3師団、オデッサ軍管区第126師団、北方艦隊第77師団）と3個砲兵旅団および連隊の存在が報告された。また、これらの部隊はCFE条約にて削減対象兵器(TLE)と定義されている装備を大量に保有していると推定されていた。ソビエト側はCFE条約にて地上部隊を含む海軍戦力の削減に同意していなかった点を強く主張した。この時点で、ソ連政府は指導力の弱体化を実感しており、戦力の低下を恐れていたのである。1991年7月14日、ソ連政府は地上軍にて削減対象となったTLE（戦車、砲、装甲車両など）を全て海軍歩兵や沿岸防衛部隊に配備した。多くのワルシャワ条約機構側の国家がこれに続いて同様の措置をとった。

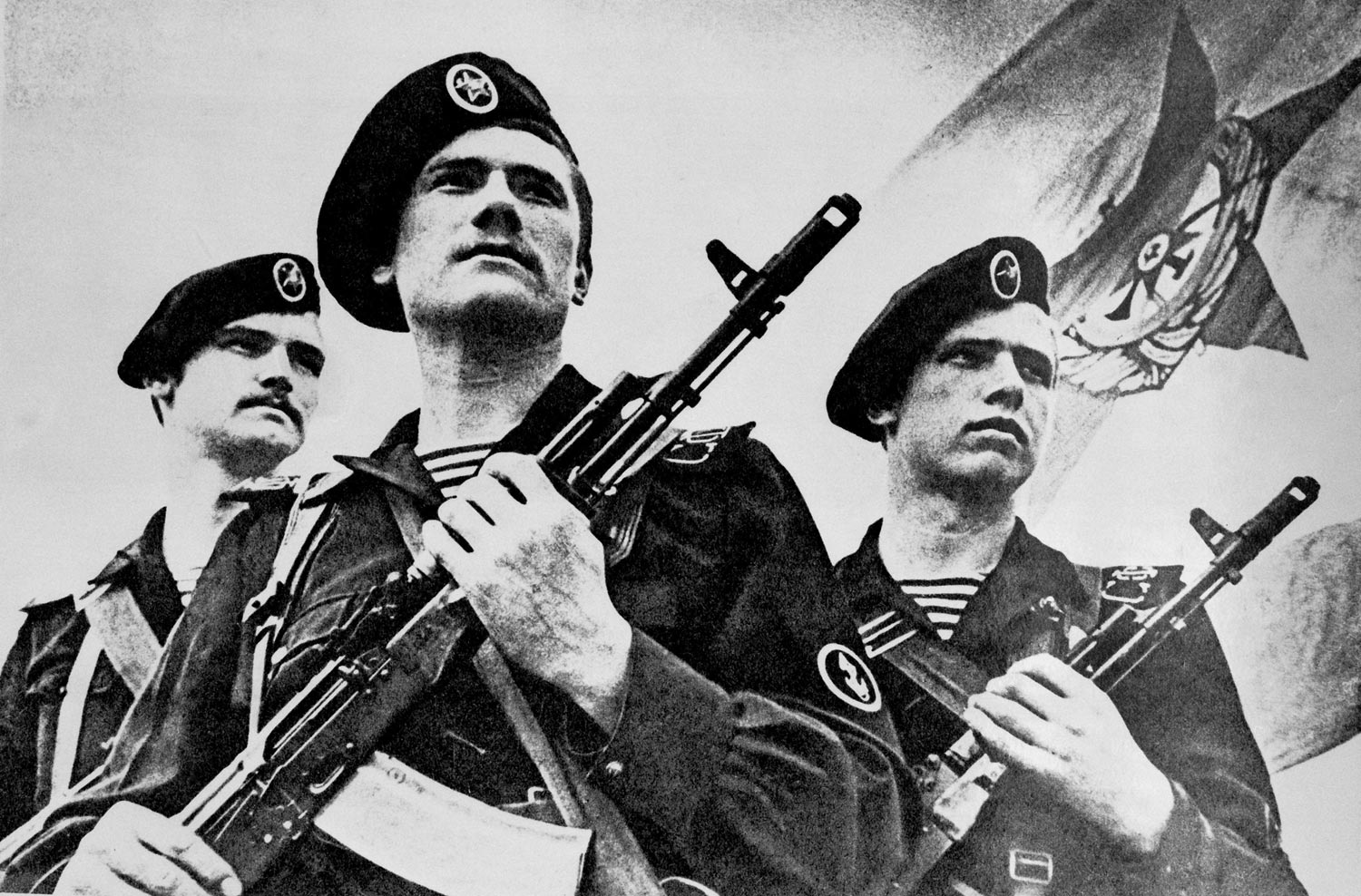
ソ連海軍歩兵(1985年)
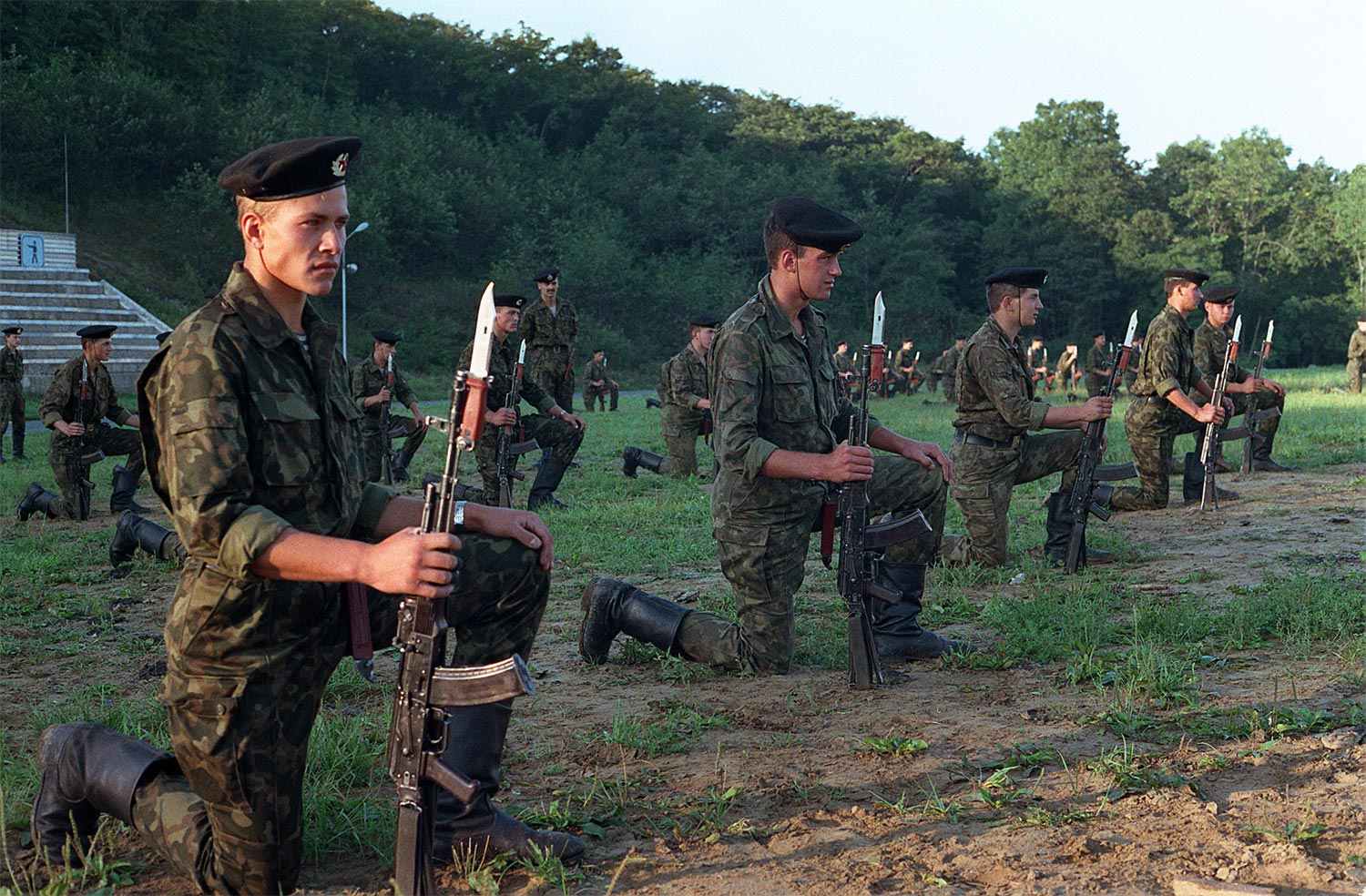
演習中のソ連海軍歩兵(1990年)

### ロシア連邦時代
ロシア連邦成立初期における海軍歩兵には、太平洋艦隊の第55海軍歩兵師団、北方艦隊とバルチック艦隊の独立旅団、黒海艦隊が有する独立連隊が含まれていた。北方艦隊は北極圏における主要な海軍歩兵部隊基地を有しており、この基地はスプートニク(Sputnik)と通称されている。
1994年、Cooperation From the Seaと呼ばれるアメリカ海兵隊第3海兵遠征軍との協同演習がウラジオストクにて実施された。翌年にはCooperation From the Sea 1995と呼ばれる海上救助活動に関する協同演習がハワイで実施された。
1998年、極東軍管区が有する第22自動車化狙撃師団（在ペトロパブロフスク・カムチャツキー）が、太平洋艦隊北東軍集団に移管される。2000年、同師団は第40独立自動車化狙撃旅団となり、2007年9月1日には第40独立海軍歩兵旅団(40 отд. Краснодарско-Харбинская дважды Краснознаменная бригада морской пехоты)と改称された。2009年にはさらに第3独立海軍歩兵連隊へと縮小改編された。また第55海軍歩兵師団も第155独立海軍歩兵旅団へと改編された。
2000年以降、カスピ小艦隊ではカスピスクにて新たな海軍歩兵旅団として第77旅団が編成された。同旅団は司令部および2個大隊で構成され、2000年8月1日までに正式に設置される予定だった。ロシアの軍事情報に関する新聞Agenstvo Voyenniykh Novostyei(AVN)が報じたところによれば、新旅団はかつてカスピスクやアストラハンに駐屯した第77機械化狙撃兵師団の伝統を継いでいる可能性があり、また195台の戦闘車両と2台のエアクッション艇がチュクチおよび北方艦隊から送られているという。ヘリコプターの保有および訓練も確認されている。同旅団は2009年には廃止され、2個の独立大隊に分割された。

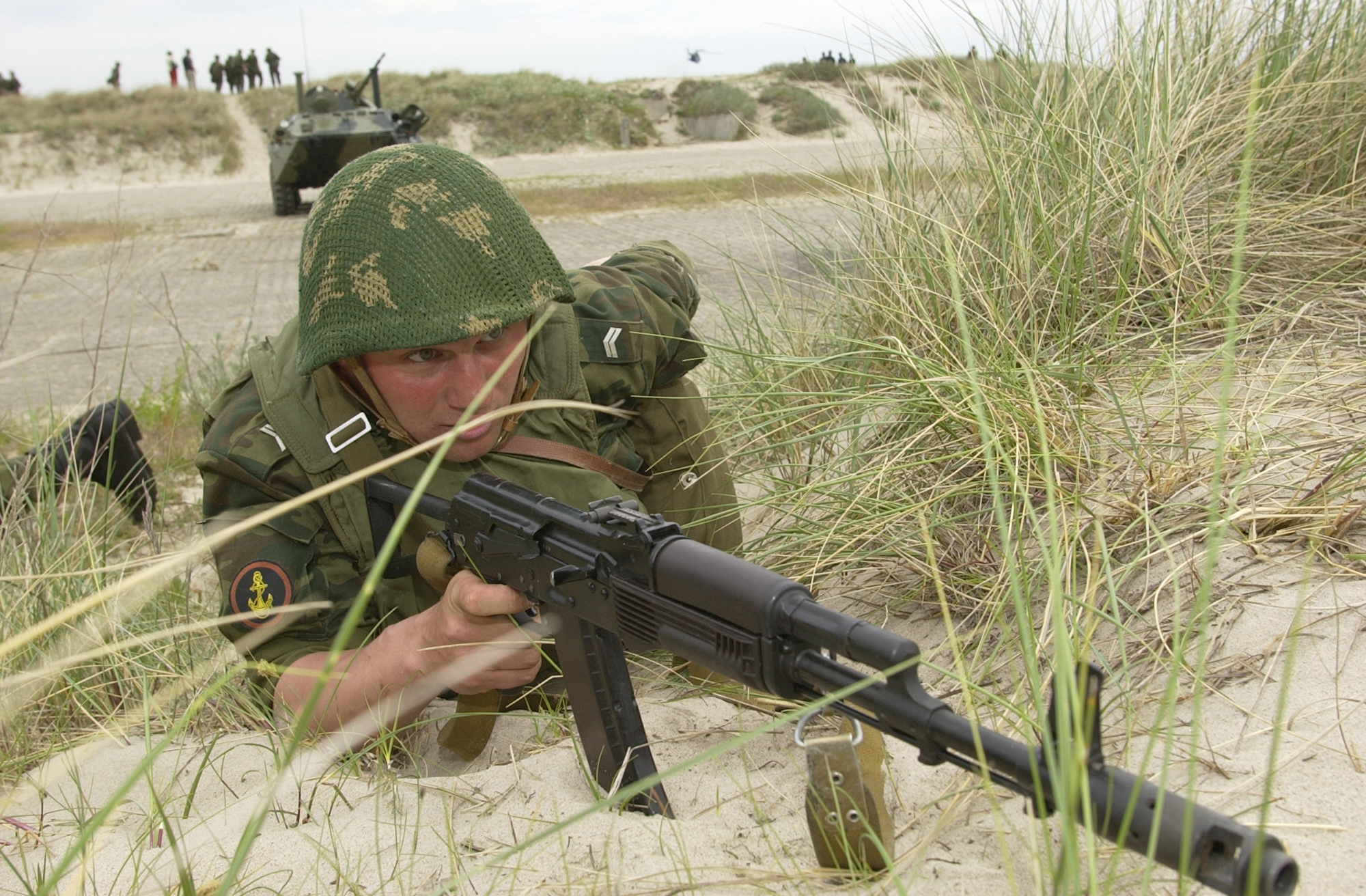
ポーランド・ウストカでの演習に参加するロシア海軍歩兵。AKS-74突撃銃で武装している。（2003年）
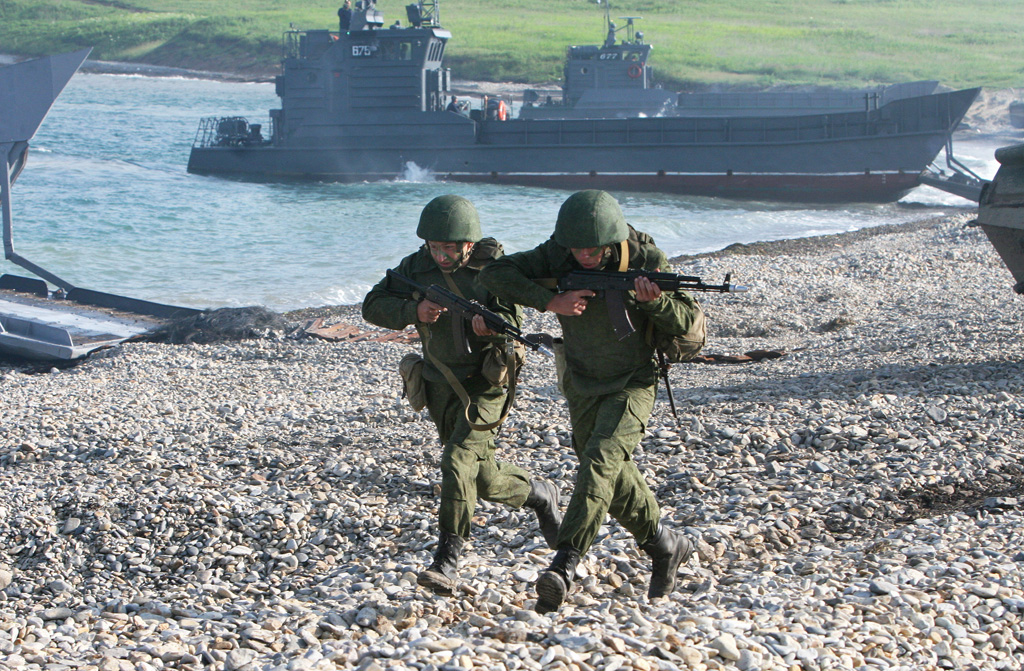
ウラジオストクでの演習に参加するロシア海軍歩兵。（2010年）
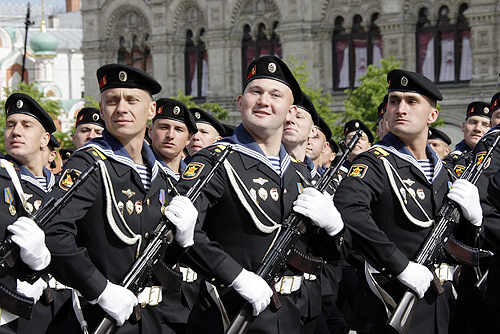
対独戦勝記念パレードに参加し、赤の広場を行進するロシア海軍歩兵。(2008年)
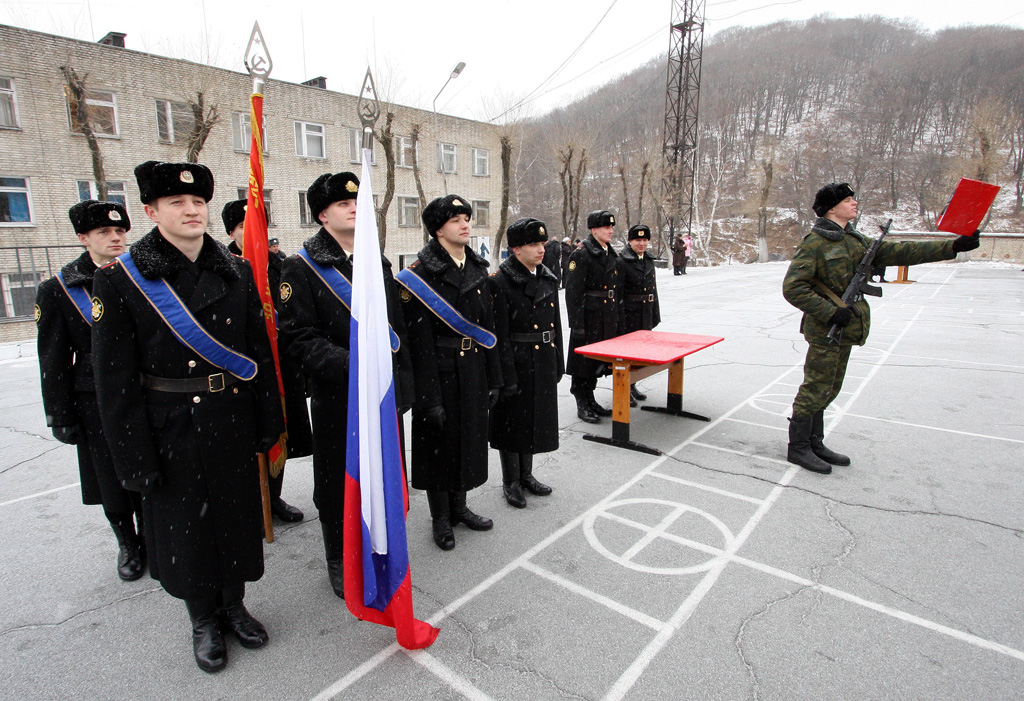
宣誓式を行う太平洋艦隊所属のロシア海軍歩兵。(2009年)

## 組織
海軍歩兵連隊は、PT-76とBRDM-2を装備しており、1個戦車大隊、3個海軍歩兵大隊で構成される。また、海軍歩兵大隊のうち1つはBTR-60系列の水陸両用車両で機械化されている。海軍歩兵旅団は、PT-76あるいはT-80とBRDM-2を装備しており、2個戦車大隊、4個ないし5個海軍歩兵大隊で構成される。また、海軍歩兵大隊のうち1つはBTR-60系列の水陸両用車両で機械化されている。
通常、戦車大隊は36両の主力戦車を有する。少なくとも1個海軍歩兵大隊は空挺任務に関する訓練を受けており、他の大隊もヘリボーン任務に関する訓練を受けている。
- 北方艦隊
  - 第61独立親衛海軍歩兵旅団
- 太平洋艦隊
  - 第155独立親衛海軍歩兵旅団
  - 第40独立親衛海軍歩兵旅団
- バルト艦隊
  - 第336独立親衛海軍歩兵旅団
- 黒海艦隊
  - 第810独立親衛海軍歩兵旅団
  - 第382独立海軍歩兵大隊
- カスピ小艦隊
  - 第177独立親衛海軍歩兵連隊
  - 第727独立海軍歩兵大隊

## 装備
現在、PT-76の段階的な退役とT-80への更新が進められているが、依然として大量のPT-76が運用されている。完全編成の海軍歩兵旅団は、おおむね70両から80両の戦車を装備することになる。通常の海軍歩兵大隊ではMT-LB装甲車を、強襲上陸大隊ではBTR-80系の装甲車が運用されている。大隊のうち1個中隊の割合でBMP-3の配備も行われているが、実際には少数運用に留まり他の装備を置換するには至っていない。
ノーボスチ・ロシア通信社が報じた国防省声明では、海軍歩兵の装備について「2015年までに、全てのロシア海軍歩兵は先進的装備によって十分に武装される」とされている。これにはT-90戦車、BMP-3、2S31 120mm自走迫撃砲、BTR-82A装甲車、各種防空装備、個人用火器が含まれるという。